# Козлов, Андрей Петрович (вирусолог)
Андрей Петрович Козлов (род. 1950) — советский и российский учёный; доктор биологических наук, профессор. На протяжении нескольких лет являлся членом Экспертной комиссии при Комитете по образованию и науке Государственной Думы.

## Биография
Родился в Ленинграде в 1950 году. В 1972 году окончил биологический факультет Ленинградского университета. C 1972 по 1975 годы обучался в аспирантуре Научно-исследовательского института онкологии им. Н. Н. Петрова, здесь защитил кандидатскую диссертацию.
В 1978−1979 годах, получив грант от Международного агентства по изучению рака, Козлов проходил стажировку в Национальном институте рака (США) в лаборатории Роберта Галло.
В конце 1980-х годов ушёл из академической науки в практическое здравоохранение и начал заниматься проблемами СПИД в СССР, а затем — России. Первым в стране (15 апреля 1987 года) начал в Ленинграде скрининг на ВИЧ и одним из первых в этом же году определил причину первой смерти от СПИДа в Ленинграде.
В настоящее время — руководитель Научно-исследовательской лаборатории молекулярной вирусологии и онкологии Политехнического университета Санкт-Петербурга, директор Биомедицинского центра (создан в 1991 году) и член экспертного совета Минздравсоцразвития РФ по диагностике и лечению ВИЧ. Академик Академии медико-технических наук. Под его руководством Биомедицинским центром (соисполнитель — ГосНИИ особо чистых биопрепаратов) создана вакцина от ВИЧ, получившая название ДНК-4 (содержит четыре вирусных гена). ДНК-4-вакцина дошла до второй фазы клинических испытаний. Всего по России в программе испытаний ДНК-4, начиная с 2014 года, примут участие 60 человек, ориентировочный срок клинических исследований вакцины — три-четыре года. А учёные продолжают свою работу над новым препаратом ДНК-5.

## Награды
- За исследования в области иммунологии и биотехнологии получил российскую награду им. Чумакова, международную премию Пола Харриса, Звезду Вернадского 1-й степени за вклад в развитие науки и медаль им. Мечникова.
- Лауреат премии Правительства Санкт-Петербурга за выдающиеся научные результаты в области науки и техники в 2020 году: в номинации биологические науки — премия им. Н. И. Вавилова (Постановление Правительства Санкт-Петербурга от 21.12.2020 № 1115). За открытие эволюционно новых опухолеспецифичных генов, открывающих пути создания методов универсальной диагностики и онковакцин, и цикл экспериментальных и практических работ по развитию молекулярно-генетических методов разработки ДНК-вакцины для профилактики и лечения ВИЧ/СПИДа[8].